# Der Rheinländische Hausfreund
Der Rheinländische Hausfreund war ein 1807 bis 1834 unter Beteiligung Johann Peter Hebels in Baden erschienener Volkskalender.
Nachdem der seit 1750 vom Gymnasium illustre in Karlsruhe für die lutherischen Untertanen des badischen Markgrafen herausgegebene Badische Landkalender in zunehmende Absatzschwierigkeiten geraten war, wurde der Theologe und Dichter Johann Peter Hebel (1760–1826) von dem Präsidenten der Oberkirchenbehörde Friedrich Brauer, seinem Gönner, 1802 gebeten, an diesem Kalender mitzuarbeiten. Hebel steuerte ab 1803 zahlreiche Beiträge zum „Badischen Landkalender“ bei und erstellte 1806 dem Konsistorium ein unabgefordertes Gutachten über eine vorteilhaftere Einrichtung des Kalenders. Hebels Vorschlag wurde akzeptiert, und er selbst wurde zum Redakteur des Kalenders bestellt, der ab 1807 (bis 1834) unter dem neuen Namen „Der Rheinländische Hausfreund“ erschien. 
In der Folge entwickelte Johann Peter Hebel die Kalendergeschichten zu einer neuen exemplarischen Erzählform von Weltgeltung. Hebel selbst publizierte 1811 unter dem Titel Schatzkästlein des rheinischen Hausfreundes eine Auswahl der interessantesten Kalendergeschichten der Jahre 1803–1811. Weitere Auflagen folgten 1816 und 1827. 
Hebel trat 1815 auf Grund konfessioneller Auseinandersetzungen um seine Erzählung „Der fromme Rat“ (1815) von der Redaktion des Kalenders zurück, lieferte aber bis zu seinem Lebensende, wenn auch in geringerem Maße als zuvor, Beiträge für den „Rheinländischen Hausfreund“.